# Red Peruana contra la Pornografía Infantil
La Red Peruana contra la Pornografía Infantil es una asociación civil sin fines de lucro, que busca la erradicación de las redes de productores, distribuidores y consumidores de pornografía infantil en Perú y Latinoamérica, principalmente de aquella que se ejecuta vía Internet y otras tecnologías de información y comunicación.
Asimismo, lucha contra la explotación sexual comercial infantil y el tráfico ilícito de migrantes menores de edad (niños, niñas y adolescentes), trabajando en coordinación con otras instituciones que persiguen similares fines.
Desde el año 2008 cuenta con un portal exclusivo para el recojo de denuncias anónimas sobre la materia: www.seguroseninternet.org , el cual forma parte de INHOPE, organización que agrupa a más de 50 líneas de denuncia de pornografía infantil en 43 países del mundo.